# دان (فضاپیما)

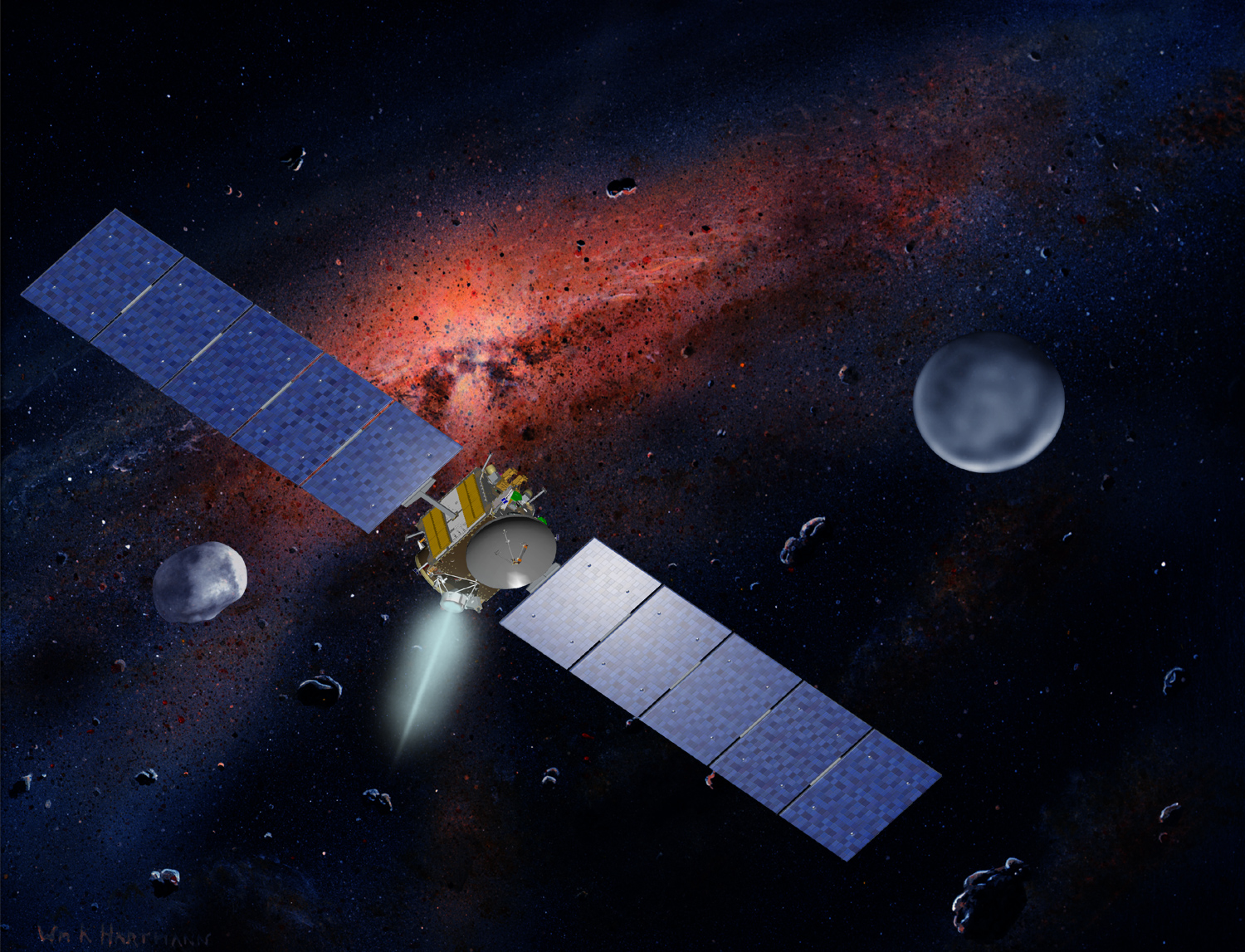
طراحی هنری از فضاپیمای داون میان وستا (چپ) و سرس (راست)

فضاپیمای دان (به انگلیسی: Dawn Spacecraft) یا کاوشگر بامداد یک کاوشگر فضایی ناسا است که مأموریت آن مطالعهٔ سرس و ۴ وستا (دو جسم بزرگ کمربند سیارک‌ها) است. این فضاپیما در ۲۷ سپتامبر ۲۰۰۷ به سوی فضا پرتاب‌شد و در ۱۶ ژوئیهٔ ۲۰۱۱ وارد مدار وستا شد. این فضاپیما در ۵ سپتامبر ۲۰۱۲ از مدار وستا خارج‌شد و به سوی سرس رفت و در فوریهٔ ۲۰۱۵ به مدار سرس رسید.